# كاثي فريستون
كاثي فريستون مؤلفة أمريكية ومروجة للتغذية النباتية . تشمل مؤلفاتها The Lean و Veganist و Quantum Wellness و Clean Protein و 72 سببًا لتكون نباتيًا .

## روابط خارجية
- الموقع الرسمي
- Kathy Freston's Blog on The Huffington Post